# Orleix

Orleix este o comună în departamentul Hautes-Pyrénées din sudul Franței. În 2009 avea o populație de 1.781 de locuitori.

## Evoluția populației
| An        | 1975  | 1982  | 1990  | 1999  | 2006  | 2009  |
| --------- | ----- | ----- | ----- | ----- | ----- | ----- |
| Populație | 1.152 | 1.253 | 1.523 | 1.671 | 1.663 | 1.781 |